# Communauté de communes des Montagnes du Haut Forez
Die Communauté de communes des Montagnes du Haut Forez ist ein ehemaliger französischer Gemeindeverband mit Rechtsform einer Communauté de communes im Département Loire, dessen Verwaltungssitz sich in dem Ort Noirétable befand. Er lag am Westrand des Départements in den Höhenlagen der ehemaligen Provinz Forez. Auf seinem Gebiet erreichten mehrere Berggipfel Höhen von über 1300 m, sie gehören zum Nordostteil des Zentralmassivs. Der 1996 gegründete Gemeindeverband bestand aus 11 Gemeinden auf einer Fläche von 140,0 km2.

## Aufgaben
Zu den vorgeschriebenen Kompetenzen gehörten die Entwicklung und Förderung wirtschaftlicher Aktivitäten und des Tourismus sowie die Raumplanung auf Basis eines Schéma de Cohérence Territoriale. Der Gemeindeverband bestimmte die Wohnungsbaupolitik. In Umweltbelangen betrieb er die Abwasserentsorgung (teilweise), die Müllabfuhr und ‑entsorgung und hatte das Recht, Standorte für Windkraftanlagen auszuweisen. Zusätzlich förderte der Verband Kultur- und Sportveranstaltungen.

## Historische Entwicklung
Mit Wirkung vom 1. Januar 2017 fusionierte der Gemeindeverband mit
- Communauté d’agglomération Loire Forez (vor 2017),
- Communauté de communes du Pays d’Astrée sowie
- Communauté de communes du Pays de Saint-Bonnet-le-Château

und bildete so die Nachfolgeorganisation Communauté d’agglomération Loire Forez.

## Ehemalige Mitgliedsgemeinden
Folgende 11 Gemeinden gehören der Communauté de communes des Montagnes du Haut Forez an:
1. Cervières
2. La Chamba
3. La Chambonie
4. La Côte-en-Couzan
5. La Valla-sur-Rochefort
6. Noirétable
7. Saint-Didier-sur-Rochefort
8. Saint-Jean-la-Vêtre
9. Saint-Julien-la-Vêtre
10. Saint-Priest-la-Vêtre
11. Saint-Thurin